# Michael William Fisher
Michael William Fisher (Baltimora, 3 marzo 1958) è un vescovo cattolico statunitense, dal 1º dicembre 2020 vescovo di Buffalo.

## Biografia
Michael William Fisher è nato a Baltimora, nel Maryland, il 3 marzo 1958 ed è il maggiore di cinque figli.

### Formazione e ministero sacerdotale
Ha frequentato il liceo del Baltimore Polytechnic Institute dal 1972 al 1976 ed è stato un Eagle Scout dei Boy Scouts of America. Ha poi conseguito l'associates degree in gestione aziendale presso il Prince George's Community College di Largo e il Bachelor of Arts presso l'Università del Maryland a College Park. Prima di entrare in seminario ha lavorato come contabile presso uno studio psichiatrico di Bethesda.
Ha compiuto gli studi ecclesiastici presso il seminario "Mount St. Mary's" di Emmitsburg dal 1986 al 1990.
Il 23 giugno 1990 è stato ordinato presbitero per l'arcidiocesi di Washington nella cattedrale arcidiocesana dal cardinale James Aloysius Hickey. In seguito è stato vicario parrocchiale della parrocchia del Sacro Cuore a La Plata dal 1990 al 1995; parroco della parrocchia del Sacro Cuore a Hillcrest Heights dal 1995 al 1999; parroco della parrocchia di Giovanni Nepomuceno Neumann a Gaithersburgdal 1999 al 2005; vicario generale dal 2005 al 2006 e vicario episcopale per il clero e segretario del ministerial leadership con residenza nella parrocchia di San Marco a Hyattsville dal 2006.
È stato anche membro del collegio dei consultori, del consiglio presbiterale, del comitato di pensionamento dei sacerdoti, del comitato per il personale clericale, del comitato di revisione dei diaconi, del consiglio dei diaconi e del comitato Forward in Faith e consigliere ecclesiastico della Fondazione Centesimus Annus Pro Pontifice.
Nel 2005 è stato nominato cappellano di Sua Santità.

### Ministero episcopale

Stemma di monsignor Fisher come vescovo ausiliare di Washington.

L'8 giugno 2018 papa Francesco lo ha nominato vescovo ausiliare di Washington e titolare di Tronto. Ha ricevuto l'ordinazione episcopale il 29 giugno successivo nella basilica del santuario nazionale dell'Immacolata Concezione a Washington dal cardinale Donald William Wuerl, arcivescovo metropolita di Washington, co-consacranti il vescovo di Richmond Barry Christopher Knestout e il vescovo ausiliare di Washington Mario Eduardo Dorsonville-Rodríguez.
Nel dicembre del 2019 ha compiuto la visita ad limina.
Il 1º dicembre 2020 lo stesso pontefice lo ha nominato vescovo di Buffalo. Ha preso possesso della diocesi il 15 gennaio successivo.

## Genealogia episcopale
La genealogia episcopale è:
- Cardinale Scipione Rebiba
- Cardinale Giulio Antonio Santori
- Cardinale Girolamo Bernerio, O.P.
- Arcivescovo Galeazzo Sanvitale
- Cardinale Ludovico Ludovisi
- Cardinale Luigi Caetani
- Cardinale Ulderico Carpegna
- Cardinale Paluzzo Paluzzi Altieri degli Albertoni
- Papa Benedetto XIII
- Papa Benedetto XIV
- Papa Clemente XIII
- Cardinale Enrico Benedetto Stuart
- Papa Leone XII
- Cardinale Chiarissimo Falconieri Mellini
- Cardinale Camillo Di Pietro
- Cardinale Mieczysław Halka Ledóchowski
- Cardinale Jan Maurycy Paweł Puzyna de Kosielsko
- Arcivescovo Józef Bilczewski
- Arcivescovo Bolesław Twardowski
- Arcivescovo Eugeniusz Baziak
- Papa Giovanni Paolo II
- Cardinale Donald William Wuerl
- Vescovo Michael William Fisher